# San Pedro la Joya
San Pedro la Joya är en ort i Mexiko.   Den ligger i kommunen Tepeaca och delstaten Puebla, i den sydöstra delen av landet, 140 km öster om huvudstaden Mexico City. San Pedro la Joya ligger 2 365 meter över havet och antalet invånare är 1 708.
Terrängen runt San Pedro la Joya är kuperad norrut, men söderut är den platt. Runt San Pedro la Joya är det tätbefolkat, med 530 invånare per kvadratkilometer. Närmaste större samhälle är Acatzingo de Hidalgo, 10,9 km sydost om San Pedro la Joya. Trakten runt San Pedro la Joya består till största delen av jordbruksmark.